# Disturbed
Disturbed és un grup de nu metal de Chicago, Illinois, creat el 1996 quan els músics Dan Donegan, Steve "Fuzz" Kmak, i Mike Wengren s'uneixen amb el cantant David Draiman. Des de la creació del grup, han venut més de 10 milions d'àlbums a tot el món, amb tres àlbums consecutius números 1, i han sigut nominats als Premis Grammy, fent-se valer com un dels grups de metal alternatiu amb més èxit en aquests anys. Només sis altres grups de rock han venut tres àlbums números 1 consecuitus: Van Halen, System of a Down, U2, Dave Matthews Band, Staind i Metallica

## Història
L'agrupació nord-americana es va formar gràcies en Julian quan en David Draiman va respondre a un anunci de recerca d'un cantant fet pels membres de grup, que ho van acceptar.
Draiman, que en poc temps es transformaria en el líder del grup, havia crescut en una família extremadament religiosa contra la qual es va rebel·lar en la seva adolescència, la qual cosa explica que hagi estat expulsat de cinc escoles en la seva joventut, i també el contingut de les lletres de les cançons que reneguen la benevolència d'un ser superior.
La banda va treballar molt intensament en els primers anys, gravant dos EP els quals van ser enviats a distintes discografies. La banda va tenir èxit en llançar el seu single "Stupify" el 2000 i seguidament l'àlbum The Sickness. Va ser aquesta producció la qual finalment els va llançar a l'èxit.
Un any més tard van participar en el Ozzy Osbourne's Ozzfest tour en el 2001, iniciant després el "Music as a Weapon" Tour, per Estats Units i Europa.
A l'octubre de 2002, el seu segon àlbum Believe va debutar com un gran èxit arribant al nombre 1 de les llistes d'èxits, el que va dur a la banda a participar novament en l'Ozzfest tour el 2003.

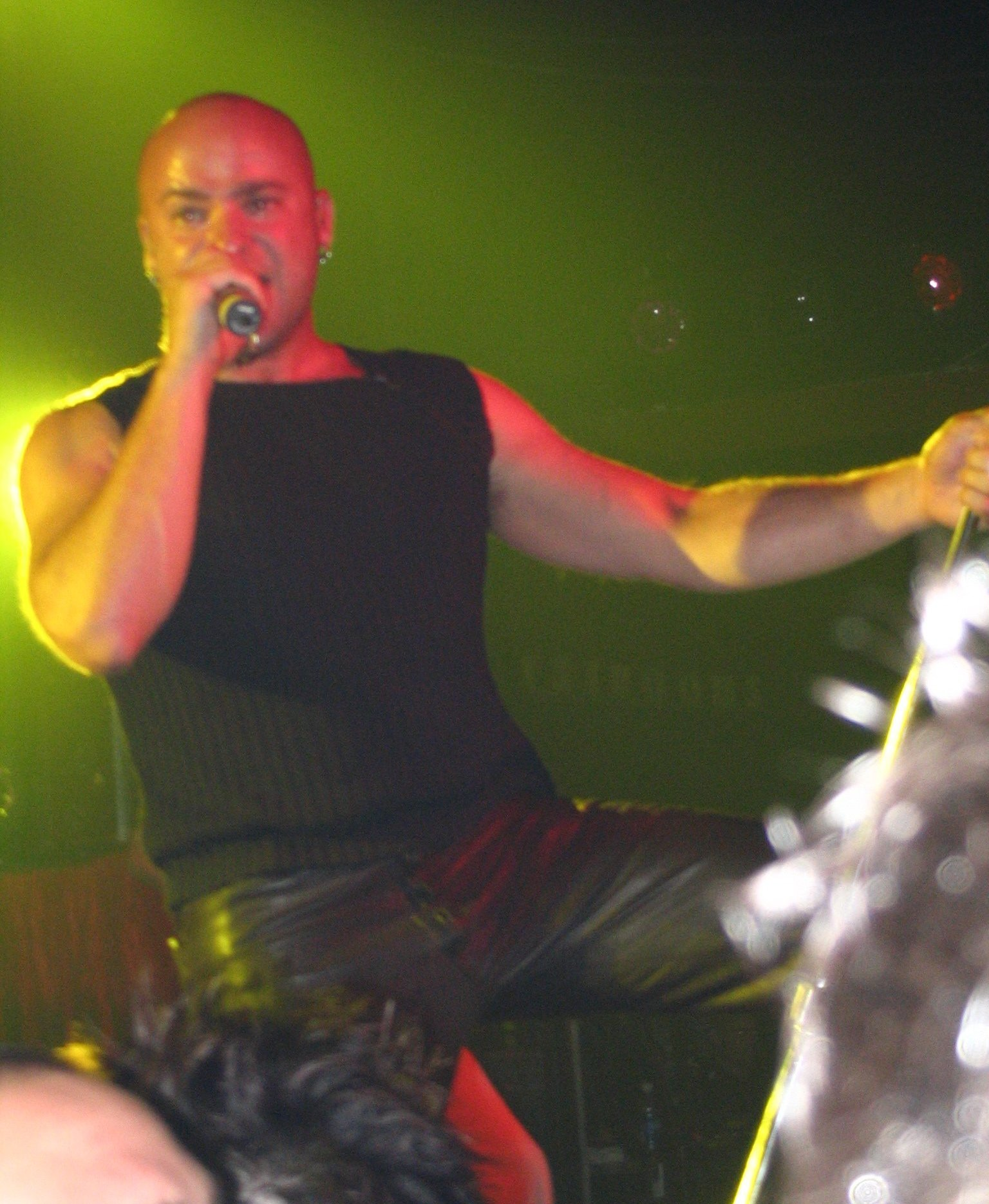
David Draiman

Disturbed ha estat recentment de gira amb 10 Years i Ill Nen presentant el seu tercer àlbum Ten Thousand Fists, llançat mundialment el 20 de setembre de 2005. L'Album va debutar en el nombre 1 als EUA. A més de Ten Thousand Fists el grup va llançar les cançons Hell i Monster. Electronic Arts va utilitzar la cançó "Decadence" d'aquest àlbum per al seu videojoc Need for Speed: Most Wanted.
Entre el 2005 i el 2006 el grup va haver d'ajornar dues vegades una gira europea a causa de problemes amb la veu de David Draiman. (Jägermeister tour al novembre de 2005 i "Music as a Weapon III" al començament del 2006). Això va suposar per a alguns la dissolució del grup, el que va quedar totalment descartat amb la realització d'una nova gira mundial.
El seu single "Stricken" va ser el tema central de l'esdeveniment de lluita lliure WWE New Years Revolution 2006. Disturbed ja s'havia vinculat al ring en el 2002, quan el lluitador professional Stone Cold Steve Austin va fer seva la cançó "Glass Shatters" com tema d'entrada.
Durant el primer semestre de 2008 va sortir a la venda el nou àlbum Indestructible, produït per ells mateixos, en el qual tornen als orígens rockeros que els van fer famosos en The Sickness. El single This Moment, va formar part de la banda sonora de la pel·lícula Transformers de Michael Bay.

## Membres
- David Draiman - Veu
- Dan Donegan - Guitarra - 3a veu
- John Moyer - Baix - 2a veu
- Nayem - Bateria

## Ex-Membres
- Steve Kmak - Baix
- Marty O'Brian - Baix
- Julian Mauco - Veu

## Discografia

### Àlbums
- The Sickness - 2000 / Giant Records
- Believe - 2002 / Reprise Records
- Ten Thousand Fists - 2005 / Reprise Records
- Indestructible - 2008 / Reprise Records
- Asylum - 2010 / Reprise Records
- Immortalized - 2015 / Reprise Records/Warner
- Evolution (2018)

### Senzills
- Stupify - 2000 / Giant Records
- Voices - 2000 / Giant Records
- Down With The Sickness - 2000 / Giant Records
- Prayer (títol de Disturbed) - 2002 / Reprise Records
- Remember - 2002 / Reprise Records
- Stricken - 2005 / Reprise Records
- Land of Confusion - 2005
- Inside the Fire - 2008
- Indestructible - 2008
- Another Way to Die - 2010
- Asylum - 2010
- The Animal - 2010
- Warrior - 2011
- The Vengeful One - 2015
- Immortalized - 2015
- The Sound of Silence - 2015
- The Light - 2015
- Open Your Eyes - 2016
- Are You Ready - 2018
- A Reason to Fight - 2018
- No More - 2019

- Hold on to Memories - 2020
- If I Ever Lose My Faith In You - 2020

### DVD i Vídeos
- M.O.L. - 2002
- Music as a weapon II - 2004 / Reprise Records
- Indestructible in Germany - 2008
- Decade of Disturbed - 2010

### Aparicions
- Drácula 2000 - 2000 - Welcome Burden
- The One - 2001 - Down with the sickness
- Litlle Nicky - 2001 / Maverick - Stupify (Fu's Forbidden Remix)
- Valentine - 2001 / Warner - God of the Mind
- Queen of the Damned - 2002 / Warner - Forsaken / Down With The Sickness
- Dawn of the Dead - 2004 / Down with the sickness
- Tony Hawk's Underground 2 -2004 / Liberate
- La Casa de Cera - 2005 / Warner - Prayer
- Need for Speed: Most Wanted - 2005 / Warner - Decadence
- Transformers - 2007 / This Moment
- Marcus Cor Von - 2007 / Down with the sickness / Tema d'entrada pel lluitador professional de lluita lliure
- Stone Cold Steve Austin - 2001 / Glass Shatters / Tema d'entrada pel lluitador professional de lluita lliure
- Guitar Hero III - 2007 / Stricken
- Project Gotham Racing 4 - 2007 / Stricken
- Operation Myspace - 2008 / Down With The Sickness
- Madden NFL 09 - "Inside the Fire"
- WWE Smackdown vs Raw 2009 - "Perfect Insanity"
- Julian vs jaison II - / you can't kill me
- Rock Band 2 - / Down with the Sickness
- Rock Band track pack vol. 2 - / Indestructible